# Bitva u Mailbergu
Bitva u Mailbergu, někdy uváděná jako bitva u Mailberku, se uskutečnila dne 12. května 1082 poblíž obce Mailberg (dříve Mauriberg) v Rakousku ve spolkové zemi Dolní Rakousy v okrese Hollabrunn, cca 12 km jihojihozápadně od moravských Jaroslavic.

## Bitva
Kníže Vratislav II. vtrhl do Rakouska s armádou složenou z Bavorů, Moravanů a Čechů. V té době bylo zvykem způsobit nepříteli co největší materiální škody a dobytá území vydrancovat. V důsledku toho hlavní útok směřoval na statky markraběte Leopolda II. Babenberského. U Mailbergu se s ním pak setkala armáda tohoto rakouského markraběte. Obě armády se utkaly na pláni mezi obcemi Obritz a Mailberg. Leopolda pravděpodobně podporovali Formbachové a Haderichenové, jejichž země ležely rovněž v dobytých oblastech a kteří byli spřízněni s Babenberky.
Václav Hájek z Libočan odhadl, že na straně Vratislava II. bojovalo 6000 Čechů a 2000 řezenských žoldnéřů. Tomáš Pešina z Čechorodu odhadl sílu armády Leopolda II. na 3000 mužů pěších a 500 mužů na koních.
Podle soudobého kronikáře Kosmase měl markrabě Leopold vojska uspořádaná do klínového tvaru, Vratislav II. prý zvolil paralelní formaci: Moravané byli na levém křídle, ve kterém byli i Vratislava bratři Konrád a Ota. Češi (v čele s Vratislavem) uprostřed a těžce obrnění Bavoři na pravém křídle. Bitva byla oznámena polnicí. Boj zahájili vrhači oštěpů, za nimi pak na obou stranách na sebe naráželi ozbrojenci s meči. Vratislav nechal sesednout jezdce z koní a pokračovat v boji pěšky, patrně proto, že Leopold používal selské bojovníky; mimochodem boj s mečem na koni byl tehdy považován za nerytířský.

## Následky
Vratislav a jeho spojenci dosáhli úplného vítězství. Podle Kosmase byly ztráty na české straně nízké, zatímco Rakušané byli zabiti nebo zajati na útěku. Jen malému počtu Rakušanů, včetně Leopolda II., se podařilo uprchnout. V roce 1899 byly při stavebních pracích v Mailbergu nalezeny četné lidské a koňské kosti, které by mohly s touto událostí souviset. Oblast byla zpustošena. Tři roky po bitvě byl Vratislav korunován na krále (15. června 1086) a osm let po bitvě (18. října 1100)  se Vratislavův syn Bořivoj II. oženil s Helbirgou (Gerbergou) Babenberskou, dcerou Leopolda II. 